# St.-Anna-Kirche (Zobbenitz)

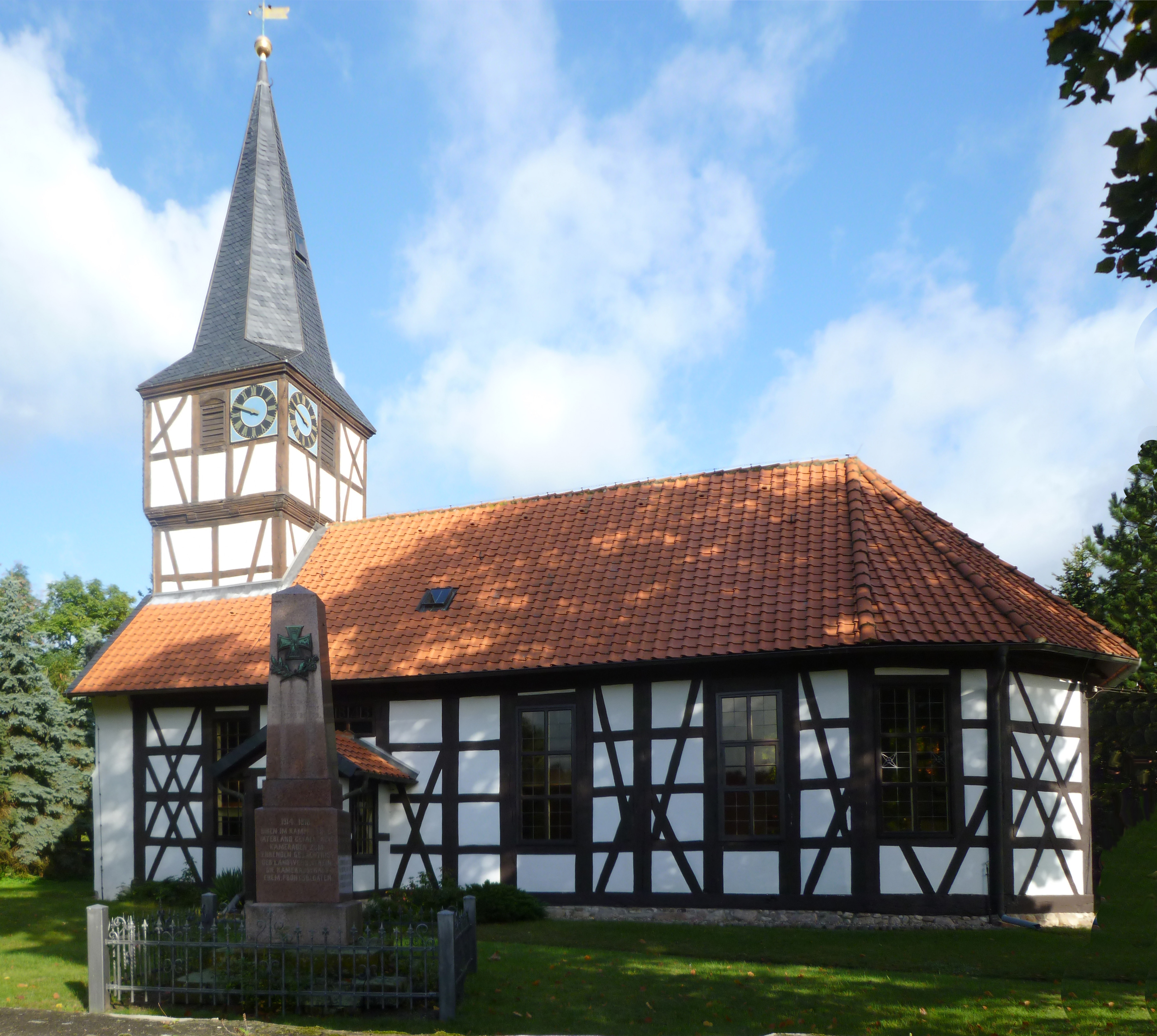
Dorfkirche in Zobbenitz

Die St.-Anna-Kirche in Zobbenitz ist eine evangelische Kirche im Calvörder Ortsteil Zobbenitz. Sie gehört zur Propstei Vorsfelde der Evangelisch-lutherischen Landeskirche in Braunschweig. Das denkmalgeschützte Gebäude steht an der Ecke Mittelstraße/Dorfstraße.

## Architektur und Geschichte
Die Ortskirche von Zobbenitz ist ein Fachwerkbau. Sie hat eine Flachdecke. Der Chor ist polygonal geschlossen, über dem Westgiebel befindet sich der Dachturm mit Spitzhelm. Die Kirche wurde 1672 erbaut und 1843 sowie 1908 überformt (Vorgängerkirche wurde 1623 erbaut). Im Innern befindet sich ein reicher Kanzelaltar mit Skulpturenschmuck und vegetabilen Ornamenten aus dem Jahre 1700 und eine von Orgelbaumeister August Troch aus Neuhaldensleben geschaffene Orgel von 1887.
Auf dem Kirchhof befindet sich ein Kriegerdenkmal für Gefallene des Ersten Weltkriegs.